# Pixel Fold
Pixel Fold — складной смартфон на базе Android, разработанный и продаваемый компанией Google как часть линейки продуктов Google Pixel. Он был официально анонсирован 10 мая 2023 года на ежегодной конференции Google I/O и выпущен в США 28 июня. Прием устройства оказался неоднозначным: многие критики хвалили камеры и общий дизайн телефона, но выражали недовольство по поводу цены, долговечности, веса и качества внутреннего дисплея.

## История
В мае 2019 года тогдашний руководитель отдела продуктов Pixel Марио Кейрос сообщил, что складной смартфон находится на ранней стадии разработки в аппаратном подразделении Google. Однако у компании не было непосредственных планов по выводу этого телефона на рынок. В марте того же года Google подала патент на неизвестный складной дисплей. К августу 2020 года складной Pixel находился в активной разработке под кодовым названием «Passport» с запланированной датой запуска в конце 2021 года. К ноябрю 2021 года запуск был отложен до 2022 года, и устройство получило кодовое название «Pipit». Вскоре после этого Google отказалась от своих планов по выпуску складного Pixel из-за возросшей конкуренции со стороны других производителей смартфонов, но возобновила производство к январю 2022 года.
9to5Google сообщила, что «Pixel Notepad» является потенциальным названием для устройства, а ранее рассматривалось название «Pixel Logbook». В сентябре 2022 года The New York Times сообщила, что Google «изучает» складной телефон с целевой датой выпуска в 2023 году; к тому времени компания работала над третьей итерацией складного Pixel под кодовым названием «Felix». Дизайнер Google Айви Росс позже объяснила, что задержка с выпуском была связана с тем, что прототипы моделей были «еще недостаточно хороши».
CNBC сообщила о названии устройства как «Pixel Fold» в апреле 2023 года, утверждая, что оно будет похоже на серию Galaxy Z Fold от Samsung по спецификациям и цене. Сообщалось, что телефон будет работать на базе второго поколения чипа Tensor и станет самым дорогим устройством в линейке Pixel от Google на тот момент. Устройство было одобрено Федеральной комиссией по связи в мае перед его предстоящим запуском. 4 мая Google подтвердила существование устройства в социальных сетях, раскрыв его полный дизайн и анонсировав презентацию на конференции Google I/O. Соответственно, компания представила Pixel Fold на конференции I/O 10 мая с возможностью предварительных заказов сразу же в онлайн-магазине Google. С запуском Fold Apple стала единственным крупным брендом смартфонов без складного предложения. Другие операторы беспроводной связи начали принимать предварительные заказы в конце июня, а устройство стало доступно в четырех странах 28 июня. Однако через несколько дней после получения устройств многие покупатели сообщили о поломках экранов.
| Фарфор                                                    | Фарфор                                                       | Фарфор                                                   |                                                           | Обсидиан                                                     | Обсидиан                                                 | Обсидиан |
| Diagram of the front of a Pixel Fold smartphone in white. | Diagram of the interior of a Pixel Fold smartphone in white. | Diagram of the back of a Pixel Fold smartphone in white. | Diagram of the front of a Pixel Fold smartphone in black. | Diagram of the interior of a Pixel Fold smartphone in black. | Diagram of the back of a Pixel Fold smartphone in black. |          |
| Вид спереди                                               | Внутренний экран                                             | Вид сзади                                                | Вид спереди                                               | Внутренний экран                                             | Вид сзади                                                |          |

## Технические характеристики
Аппаратное обеспечение Pixel Fold имеет внешний дисплей размером 5,8 дюйма (146,7 мм), который открывается вертикально для доступа к внутреннему дисплею размером 7,6 дюйма (192,3 мм). На момент запуска это был самый короткий и широкий телефон Pixel и самый тонкий складной смартфон на рынке. Внешний экран занимает всю площадь устройства как у обычных смартфонов, тогда как внутренний экран имеет тонкие черные рамки. Оба дисплея поддерживают переменную частоту обновления до 120 Гц. Размер аккумулятора составляет 4821 мАч — это самый большой аккумулятор среди складных устройств в США. Устройство доступно с объемами памяти 256 или 512 ГБ и имеет 12 ГБ оперативной памяти. Google позиционирует телефон как имеющий «самый прочный шарнир среди складных устройств». Он оснащен пятью камерами: тремя сзади (широкоугольная на 48 мегапикселей, сверхширокоугольная на 10,8 мегапикселей и телеобъектив на 10,8 мегапикселей), одной фронтальной камерой (9,5 мегапикселей) и одной внутренней камерой (8 мегапикселей).
Программное обеспечение Pixel Fold поставляется с Android 13.

## Маркетинг
В преддверии презентации на выставке I/O в мае 2023 года Pixel Fold был показан в рекламном ролике с участием спортсменов НБА и WNBA. В июне устройство было представлено вместе с Pixel 7 Pro в серии сравнительных рекламных роликов против iPhone.

## Восприятие
Критический прием Pixel Fold оказался неоднозначным. Рон Амадео из Ars Technica высоко оценил телефон за его превосходство над конкурентами. Крис Ведель из XDA Developers назвал его достойной первой попыткой Google и похвалил компактный дизайн и камеры. Сэм Резерфорд из Engadget также отметил дизайн телефона и камеры, но выразил сомнения относительно его цены и долговечности.
Брайан Хитер из TechCrunch охарактеризовал устройство как «хорошо продуманный подход к складному форм-фактору», но выразил разочарование по поводу высокой цены, которая может помешать массовым продажам. Уилл Саттельберг из Android Police посетовал на то, что Pixel Fold «не раскрывает весь свой потенциал», критикуя качество внутреннего дисплея и долговечность устройства.
Крис Веласко из Washington Post нашел устройство неоднозначным: он похвалил дизайн и камеры, но посчитал недостатки более значительными при высокой цене. Сэмюэл Гиббс из The Guardian оценил широкий экран Fold и похвалил камеры, но был менее впечатлен программным обеспечением и ценой. Эллисон Джонсон из The Verge также раскритиковала цену и долговечность устройства при этом отметив универсальность системы камер.
Аналитик Аншель Саг из Moor Insights & Strategy считает высокую цену Pixel Fold свидетельством того, что Google не стремится достичь высоких показателей продаж; скорее компания использует устройство как платформу для усовершенствования своего будущего программного обеспечения для складных устройств.